# Nun ist das Heil und die Kraft
Nun ist das Heil und die Kraft (BWV 50) is één zin uit een religieuze cantate gecomponeerd door Johann Sebastian Bach.

## Programma
De gelegenheid waarvoor de cantate geschreven is, is niet met zekerheid bekend. Omdat de tekst van het koor afkomstig is van Openbaringen 12, vers 10, en daarbij de grote bezetting van koor en orkest, is het zeer aannemelijk te veronderstellen dat de cantate geschreven is ter gelegenheid van het feest van aartsengel Michaël (29 september). De cantate werd vermoedelijk voor het eerst uitgevoerd op 29 september 1723.

## Tekst
Koor

Nun is das Heil und die Kraft

Und das Reich und die Macht unsers Gottes

Seines Christus worden, weil der verworfen ist,

Der sie verklagete Tag und Nacht vor Gott.
Vertaling

Thans is gekomen het heil en de kracht, het koningschap en de heerschappij van God, Jezus Christus, want neergesmakt ligt hij, die onze broeders dag en nacht bij God heeft beschuldigd.

## Muzikale bezetting
De cantate is geschreven voor twee vierstemmige koren, drie hobo's, drie trompetten, pauken, strijkersorkest, een orgel en klavecimbel.

## Toelichting

### Algemene informatie
Van de cantate is slechts de drie minuten durende complex opgebouwde koormuziek bewaard gebleven. Het is niet achterhaalbaar of het een inleidings- of slotkoor is van de compositie.
Het koor is een koorfuga in zogenaamde permutatievorm met verstrengeling van polyfonische akkoordstijl, contrapunt, fuga, imitatie, antifonale stijl en dubbelkorigheid. Van het geheel valt de expressieve tekstverklanking of "Tönsprache" zeer sterk op. Er spreekt een verklanking van Gods heerlijkheid en macht uit en toch een zeker medelijden bij "der sie verklagete...".
Deze cantate bevestigt Bachs voorkeur voor de getallensymboliek in zijn composities. Deze cantate drukt ook de retorische kracht van Barokmuziek uit, met name door de verstaanbaarheid en het veelvuldige herhalen van de tekst waardoor men de toehoorder tracht te overtuigen. Ook de korte stilte van twee maten halverwege de cantate is veelzeggend: de toeschouwer even rustend laten bekomen van de inhoud door hem een korte introspectietijd te gunnen.

### Bachs muzikale verwerking
De cantate oogt als een stevig piramidaal gestructureerd en symmetrisch opgezet bouwwerk met 68 maten, twee rusten en afsluitend weer 68 maten. Het is gecomponeerd in 3/4e maat waarbij de vier stemmen (bas, tenor, alt en sopraan) achtereenvolgens inzetten en de vijf belangrijkste woorden van de openingszin nl Heil, Kraft, Reich, Macht en Gottes benadrukken. Naar het einde toe worden de stemmen in omgekeerde volgorde afgebouwd. Daarbij plaatste Bach als bijkomende intonatie, de eerste tel van elke maat op een van deze vijf kernwoorden. Het effect is een rijk weefsel van polyfoon gezette stemmen die soms unisono klinken met daarbij een verticaal harmonisch klinkend totaalbeeld.